# Terencià Maure
Terencià Maure, en llatí Terentianus Maurus, fou un poeta romà que va viure al final del segle i i començament del segle ii, sota Nerva i Trajà. Se l'identifica amb un Terencià que fou governador de Siene a l'alt Egipte, elogiat per Marcial, i se'l considera membre del grup dels '"nous poetes" (poetae neoterici or novelli).
Era nadiu de la província romana d'Àfrica, segons es dedueix del seu sobrenom Maurus.
Es conserva incomplet un tractat seu en vers titulat De Literis, Syllabis, Pedibus, Metris, que tracta de la prosòdia i dels diferents tipus de metres, redactat amb elegància i saviesa. Seu és l'adagi, sovint citat de manera errònia que fa: Pro captu lectoris habent sua fata libellis (El destí dels escrits varia segons la capacitat dels lectors). Normalment, però, tan sols s'esmenta la segona parte de la frase, Habent sua fata libelli, que es tradueix per "cada llibre té el seu destí".
El text d'aquesta obra s'imprimí per primer cop l'any 1497. La reedició la feu en 1531 l'editor parisenc Simon de Colines. Aquesta edició de 1531 fou composta amb un tipus de lletra Antiqua denominat "Terentianus", de vegades atribuït erròniament a Claude Garamond.
Una edició de Terencià Maure fou curada, el 1836 pel gran filòleg alemany Karl Lachmann, pioner de la moderna crítica textual que prengué el seu nom (mètode de Lachmann).